# Edwin Díaz
Edwin Orlando Díaz Laboy (Naguabo, 22 marzo 1994) è un giocatore di baseball portoricano, lanciatore di chiusura per i New York Mets della Major League Baseball.

## Carriera

### Inizi e Minor League (MiLB)
Nativo del Porto Rico, Díaz frequentò l'accademia militare Caguas, nell'omonima città di Caguas. Terminati gli studi superiori venne selezionato terzo turno, come 98ª scelta assoluta del draft MLB 2012 dai Seattle Mariners. Giocò durante la stagione 2012 e 2013 nella classe Rookie e nel 2014 nella classe A. Nel 2015 militò nella Doppia-A e nella classe A-avanzata.
Durante le stagioni dal 2013 al 2015, giocò tutte le partite a cui partecipò, nel ruolo di lanciatore partente.

### Major League (MLB)
Díaz debuttò nella MLB il 6 giugno 2016, al Safeco Field di Seattle contro i Cleveland Indians. Giocò nel settimo inning, segnando un strikeout e senza concedere nessuna valida. Il 1º agosto divenne il closer della squadra e il giorno seguente, il 2 agosto, registrò la sua prima salvezza. Concluse la stagione con all'attivo 49 partite disputate nella MLB e 16 nella Minor League, tutte nella Doppia-A.
Nell'estate 2018, venne convocato per il suo primo MLB All-Star Game. Al termine della stagione venne premiato come Rilievo dell'anno dell'American League e concluse come capoclassifica in salvezze.
Il 3 dicembre 2018, i Mariners scambiarono Díaz, Robinson Canó più una somma di 20 milioni di dollari con i New York Mets per Jay Bruce, Jarred Kelenic, Anthony Swarzak, Gerson Bautista e Justin Dunn.

## Nazionale
Díaz venne convocato dalla nazionale portoricana per il World Baseball Classic 2017, con cui ottenne la medaglia d'argento.

## Palmares

### Individuale
- MLB All-Star: 1

2018
- Rilievo dell'anno della AL:

2018
- Capoclassifica della AL in salvezze: 1

2018
- Rilievo del mese: 5

AL: luglio 2017, aprile e giugno-agosto 2018

### Nazionale
- World Baseball Classic:  Medaglia d'Argento

Team Porto Rico: 2017